# Monika Drasch

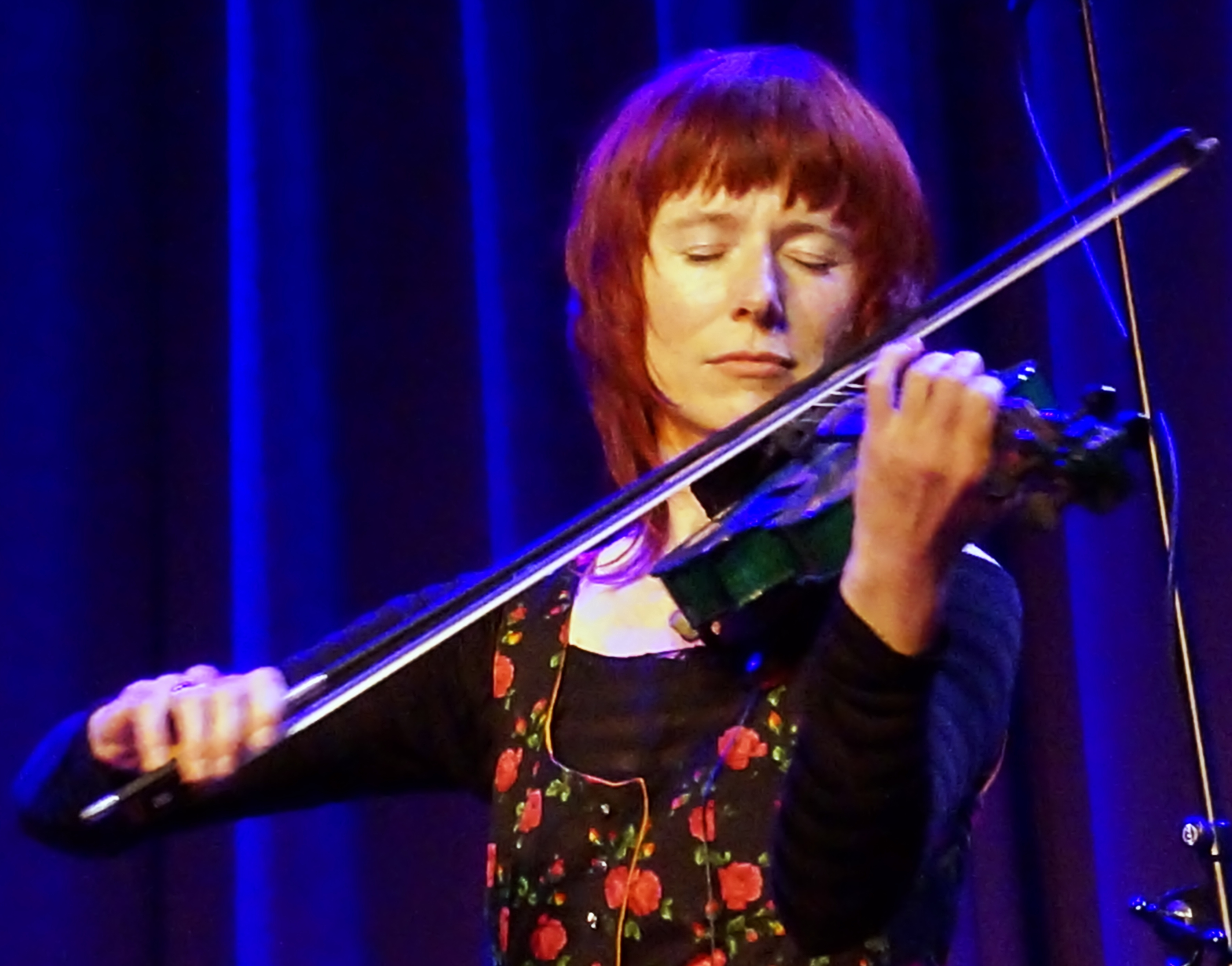
Monika Drasch im Juni 2013 im Veranstaltungsforum Fürstenfeld

Monika Drasch (* 14. November 1965 in Hengersberg bei Deggendorf) ist eine deutsche Musikerin.

## Leben und Wirken
Monika Drasch wuchs in dem Weiler Hub bei Hengersberg auf. Ihre Eltern bewirtschafteten dort einen Bauernhof. Sie besuchte das St.-Gotthard-Gymnasium in Niederalteich (Absolvia 1985) und lernte Blockflöte und Violine. Dort begeisterte sie sich auch für die bayerische Volksmusik. Einer ihrer Lehrer war Konrad Ruhland. Nach dem Abitur nahm sie in München ein Lehramtsstudium auf.
1985 bis 1990 war Drasch Dozentin beim Bayerischen Landesverein für Heimatpflege und beteiligt an internationalen Seminaren zur Volksmusikforschung.
Bekannt wurde Monika Drasch, nachdem sie zum Bairisch Diatonischen Jodelwahnsinn gestoßen war. Mit Otto Göttler und Josef Brustmann spielte sie dort von 1991 bis 2002 Violine, die sie grün anstrich, Zither, Saxophon, Kuhhorn, Okarina und Dudelsack. Auf Hubert von Goiserns CD Fön wirkte sie 1999 als Sängerin und Geigerin mit. Nach der Auflösung des Bairisch Diatonischen Jodelwahnsinns 2002 pausierte sie eineinhalb Jahre. Gemeinsam mit Sylvia Treudl und Cordula Bösze spielte sie ein Hörbuch des Niederösterreichischen Literaturhauses über Ingeborg Bachmann ein (Titel: Zitat: Bachmann, Ingeborg, erschienen 2003).
Danach schloss sich Drasch der Band von Hubert von Goisern an, mit der sie zahlreiche Konzerte bestritt und die CD Trad II aufnahm. Ihre Instrumente waren dabei Geige, Schwegelpfeife, Klarinette, Ziehharmonika und Dudelsack.
2005 veröffentlichte Monika Drasch gemeinsam mit Eva Sixt, Siegfried Haglmo und Wolfgang Neumann ein Hörbuch über die Schriftstellerin Emerenz Meier. Daraus entwickelte sich auch ein Bühnenprogramm.

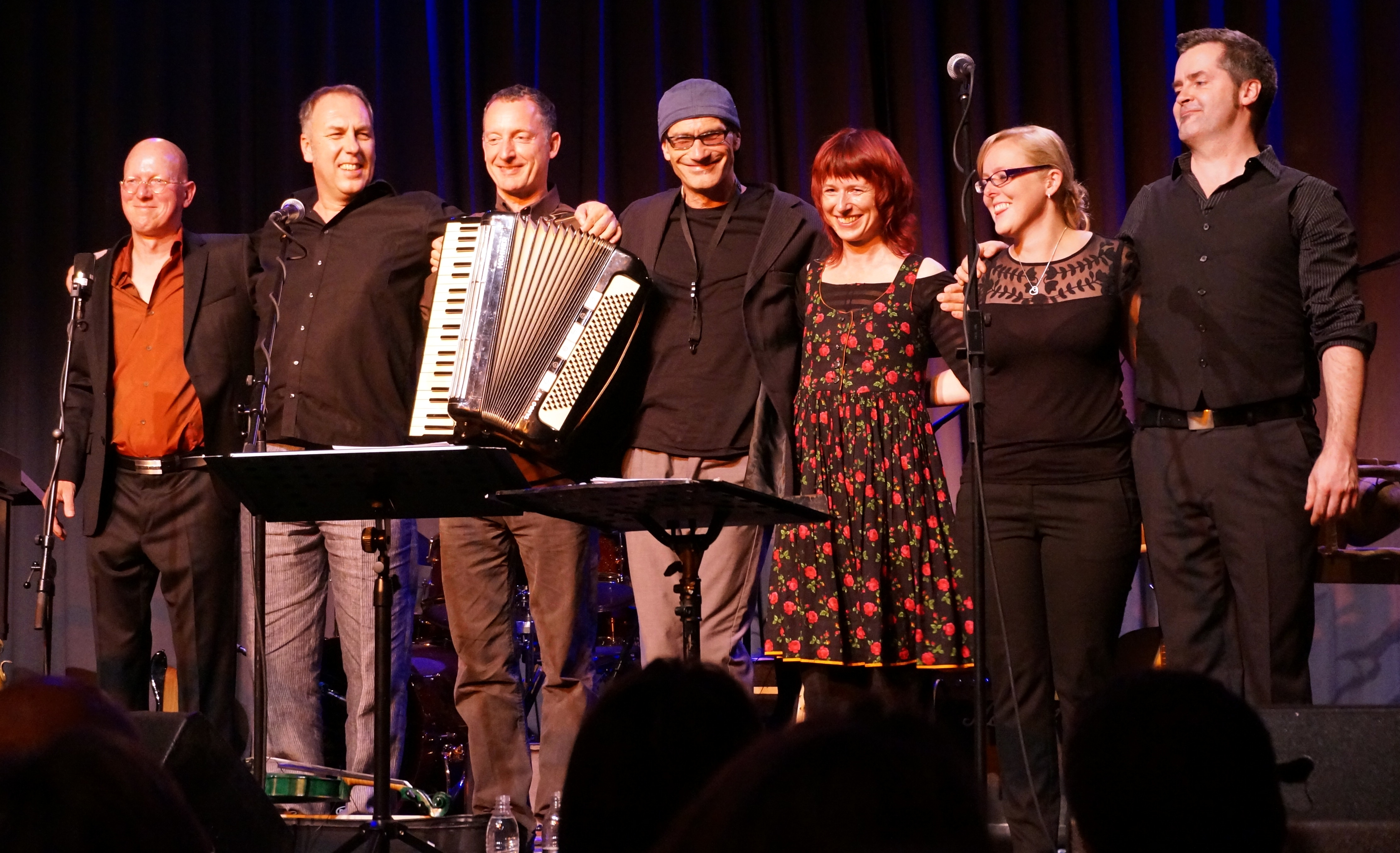
Monika Drasch & Band

Von April 2012 bis Ende 2013 trat sie zusammen mit Hans Well von der im Januar des gleichen Jahres aufgelösten Biermösl Blosn und Michael von Mücke (Kofelgschroa) auf. Seit Februar 2012 präsentiert sie mit eigener Band ihr Programm mit dem Titel Auf der Böhmischen Grenz.
Seit 2014 entstehen stetig neue Bühnenprogramme mit unterschiedlichen Musikern.
Monika Drasch hat zwei Kinder und lebt am Ammersee.

## Veröffentlichungen
- 1996: Aus Tiefster Brust, Sony Music (Lawine), zusammen mit Bairisch Diatonischer Jodel-Wahnsinn, Audio-CD
- 2005: Emerenz Meier – out of Heimat, zusammen mit Siegfried Haglmo u. a., Musikalische und literarische Lebensbilder zwischen Bayern und Amerika, 2 CDs 144 Min., ISBN 978-3-86512-013-7
- 2013: Auf der Böhmischen Grenz, Bavaria Extra, Solo-CD 56 Min.
- 2017: Da kloa Prinz, Allitera Verlag, zusammen mit Gerd Holzheimer, Hörbuch-CD
- 2017: Maria, Zither und die Liebe: Eine musikalische Anrufung mit Landlern, frommen Liedern, Sounds und Sweet Airs, Michaelsbund, Audio-CD